# 1ª Lega 2018-2019
La 1ª Lega 2018-2019 è stata la 97ª edizione di tale torneo del campionato svizzero di calcio. Il campionato è iniziato il 4 agosto 2018 e si è concluso il 9 giugno 2019.

## Stagione

### Formula
Le 42 squadre partecipanti vengono suddivise in tre gruppi da 14 squadre ciascuno e si affrontano in un girone all'italiana con partite di andata e ritorno. Al termine della regular season, le prime e seconde classificate di ciascun gruppo, più le due migliori terze accedono ai play-off. Le squadre Under-21 possono essere ammesse solo se in Promotion League non vi partecipavano già 4 formazioni, a meno che una di quest'ultime non retrocede in Prima Lega.
Gli spareggi prevedono un primo turno con partite di andata e ritorno mediante i seguenti accoppiamenti:
- migliore 1ª classificata vs peggiore 3ª classificata. Se entrambe provengono dallo stesso gruppo, l'avversaria sarà l'altra 3ª classificata;
- seconda 1ª classificata vs migliore 3ª classificata;
- peggiore 1ª classificata vs peggiore 2ª classificata. Se entrambe provengono dallo stesso gruppo, l'avversaria sarà la seconda 2ª classificata;
- le restanti due squadre formano l'ultimo accoppiamento.

Le quattro squadre vincitrici del doppio confronto affrontano successivamente un secondo turno, sempre con partite di andata e ritorno, per decretare le due promozioni in Promotion League. Gli accoppiamenti vengono definiti tramite sorteggio.

## Statistiche

### Individuali

#### Classifica marcatori
| Gol |  |  | Giocatore          | Squadra       |
| --- |  |  | ------------------ | ------------- |
| 24  |  |  | Michael Bärtsch    | Eschen-Mauren |
| 22  |  |  | Genc Krasniqi      | Tuggen        |
| 22  |  |  | Matt Moussilou     | Meyrin        |
| 21  |  |  | Yassine El Allaoui | Echallens     |
| 20  |  |  | Jakup Jakupov      | Tuggen        |
| 19  |  |  | Gentian Bunjaku    | Vevey         |
| 19  |  |  | Luiyi Lugo         | Wettswil      |
| 18  |  |  | Mohamed Camara     | Delémont      |
| 17  |  |  | Christian Amato    | Martigny      |
| 17  |  |  | Amar Sabanovic     | Linth         |

## Gruppo 1

### Classifica
|  | Pos. | Squadra           | Pt | G  | V  | N | P  | GF | GS | DR  |
|  | ---- | ----------------- | -- | -- | -- | - | -- | -- | -- | --- |
|  | 1.   | Étoile Carouge    | 52 | 26 | 16 | 4 | 6  | 52 | 31 | +21 |
|  | 2.   | Losanna II        | 48 | 26 | 14 | 6 | 6  | 57 | 37 | +20 |
|  | 3.   | Martigny          | 48 | 26 | 14 | 6 | 6  | 46 | 30 | +16 |
|  | 4.   | Meyrin            | 46 | 26 | 14 | 4 | 8  | 55 | 37 | +18 |
|  | 5.   | Lancy             | 45 | 26 | 14 | 3 | 9  | 54 | 49 | +5  |
|  | 6.   | Echallens         | 44 | 26 | 13 | 5 | 8  | 59 | 50 | +9  |
|  | 7.   | Young Boys II     | 42 | 26 | 12 | 6 | 8  | 48 | 34 | +14 |
|  | 8.   | Vevey             | 40 | 26 | 11 | 7 | 8  | 42 | 30 | +12 |
|  | 9.   | Bulle             | 34 | 26 | 9  | 7 | 10 | 44 | 38 | +6  |
|  | 10.  | Chênois           | 31 | 26 | 9  | 4 | 13 | 37 | 51 | -14 |
|  | 11.  | Oberwallis Naters | 28 | 26 | 7  | 7 | 7  | 38 | 46 | -8  |
|  | 12.  | Azzurri Losanna   | 24 | 26 | 6  | 6 | 8  | 31 | 54 | -23 |
|  | 13.  | Thun II           | 21 | 26 | 5  | 6 | 9  | 36 | 57 | -21 |
|  | 14.  | Friburgo          | 6  | 26 | 1  | 3 | 9  | 17 | 72 | -55 |

Legenda:
      Ammessa ai play-off per la promozione in Promotion League 2018-2019.
      Retrocessa in Seconda Lega interregionale 2018-2019.
Regolamento:
Tre punti a vittoria, uno a pareggio, zero a sconfitta.

## Gruppo 2

### Classifica
|  | Pos. | Squadra             | Pt | G  | V  | N  | P  | GF | GS | DR  |
|  | ---- | ------------------- | -- | -- | -- | -- | -- | -- | -- | --- |
|  | 1.   | Black Stars Basilea | 58 | 26 | 17 | 7  | 2  | 60 | 26 | +34 |
|  | 2.   | Soletta             | 49 | 26 | 15 | 4  | 7  | 47 | 30 | +17 |
|  | 3.   | Delémont            | 47 | 26 | 13 | 8  | 5  | 52 | 38 | +14 |
|  | 4.   | Buochs              | 41 | 26 | 12 | 5  | 9  | 50 | 44 | +6  |
|  | 5.   | Grasshoppers II     | 39 | 26 | 10 | 9  | 7  | 54 | 47 | +7  |
|  | 6.   | Bienne              | 39 | 26 | 12 | 11 | 47 | 45 | +2 |     |
|  | 7.   | Bassecourt          | 33 | 26 | 10 | 3  | 13 | 44 | 53 | -9  |
|  | 8.   | Lucerna II          | 32 | 26 | 9  | 5  | 12 | 39 | 41 | -2  |
|  | 9.   | Goldau              | 32 | 26 | 8  | 8  | 10 | 42 | 53 | -11 |
|  | 10.  | Schötz              | 32 | 26 | 10 | 2  | 14 | 48 | 60 | -12 |
|  | 11.  | Zugo                | 31 | 26 | 9  | 4  | 13 | 35 | 44 | -9  |
|  | 12.  | Langenthal          | 30 | 26 | 8  | 6  | 12 | 37 | 41 | -4  |
|  | 13.  | Zofingen            | 28 | 26 | 7  | 7  | 12 | 43 | 52 | -9  |
|  | 14.  | Old Boys Basilea    | 17 | 26 | 4  | 5  | 17 | 34 | 58 | -24 |

Legenda:
      Ammessa ai play-off per la promozione in Promotion League 2018-2019.
      Retrocessa in Seconda Lega interregionale 2018-2019.
Regolamento:
Tre punti a vittoria, uno a pareggio, zero a sconfitta.

## Gruppo 3

### Classifica
|  | Pos. | Squadra             | Pt | G  | V  | N | P  | GF | GS | DR  |
|  | ---- | ------------------- | -- | -- | -- | - | -- | -- | -- | --- |
|  | 1.   | Baden               | 57 | 26 | 18 | 3 | 5  | 68 | 32 | +36 |
|  | 2.   | Tuggen              | 55 | 26 | 16 | 7 | 3  | 76 | 38 | +38 |
|  | 3.   | Eschen/Mauren       | 54 | 26 | 16 | 6 | 4  | 67 | 41 | +26 |
|  | 4.   | Wettswil-Bonstetten | 51 | 26 | 14 | 9 | 3  | 48 | 32 | +16 |
|  | 5.   | Red Star Zurigo     | 43 | 26 | 13 | 4 | 9  | 51 | 43 | +8  |
|  | 6.   | Kosova Zurigo       | 37 | 26 | 10 | 7 | 9  | 55 | 48 | +7  |
|  | 7.   | San Gallo II        | 36 | 26 | 10 | 6 | 10 | 64 | 53 | +11 |
|  | 8.   | Höngg               | 36 | 26 | 11 | 3 | 12 | 46 | 48 | -2  |
|  | 9.   | Linth 04            | 34 | 26 | 10 | 4 | 12 | 55 | 55 | 0   |
|  | 10.  | Winterthur II       | 33 | 26 | 9  | 6 | 11 | 46 | 44 | +2  |
|  | 11.  | Thalwil             | 25 | 26 | 6  | 7 | 13 | 27 | 46 | -19 |
|  | 12.  | Gossau              | 22 | 26 | 6  | 4 | 16 | 34 | 61 | -27 |
|  | 13.  | Mendrisio           | 13 | 26 | 2  | 7 | 17 | 23 | 51 | -28 |
|  | 14.  | Utd Zurigo          | 12 | 26 | 3  | 3 | 20 | 28 | 96 | -68 |

Legenda:
      Ammessa ai play-off per la promozione in Promotion League 2018-2019.
      Retrocessa in Seconda Lega interregionale 2018-2019.
Regolamento:
Tre punti a vittoria, uno a pareggio, zero a sconfitta.

## Promozione in Promotion League

### Primo turno
Andata il 30 maggio, ritorno il 2 giugno 2019.
| Squadra 1     | Totale | Squadra 2           | Andata | Ritorno |
| ------------- | ------ | ------------------- | ------ | ------- |
| Eschen/Mauren | 1 - 7  | Black Stars Basilea | 1 - 4  | 0 - 3   |
| Martigny      | 1 - 2  | Baden               | 1 - 0  | 0 - 2   |
| Soletta       | 0 - 6  | Étoile Carouge      | 0 - 1  | 0 - 5   |
| Losanna II    | 4 - 5  | Tuggen              | 3 - 1  | 1 - 4   |

### Finale
Andata il 6 giugno, ritorno il 9 giugno 2019.
| Squadra 1           | Totale | Squadra 2 | Andata | Ritorno |
| ------------------- | ------ | --------- | ------ | ------- |
| Black Stars Basilea | 5 - 2  | Baden     | 1 - 2  | 4 - 0   |
| Étoile Carouge      | 4 - 1  | Tuggen    | 2 - 0  | 2 - 1   |